# Anamorphus waltoni
Anamorphus waltoni är en skalbaggsart som beskrevs av Willis Blatchley 1918. Anamorphus waltoni ingår i släktet Anamorphus och familjen svampbaggar. Inga underarter finns listade i Catalogue of Life.